# 朱厚𤋗
惠安康和王朱厚𤋗（1510年—1544年10月10日），明朝荣庄王朱祐枢的嫡三子，明宪宗孙。

## 生平
嘉靖元年（1522年）十月，明世宗御奉天殿傳诏遣太子太傅成國公朱輔等充正使、太常寺寺丞吳大田等充副使，冊封朱厚𤋗為惠安王。
嘉靖二年（1523年）八月，朱厚𤋗和陽山王朱祐楬因初受封，都请求出城祭祀父母坟墓，世宗允许，但告诫他们以后不要再如此。
嘉靖七年（1528年）十月，世宗遣武進伯朱江等為正使、左春坊左贊善張治等為副使，持節冊封中兵馬副指揮曹文相的女兒為惠安王妃。
嘉靖十七年（1538年）九月，朱祐樞称四个儿子朱厚𤋗、永春王朱厚烮、富城王朱厚𤉷、貴溪王朱厚𤎯每年各給祿米千石，不够用，請求增加。戶部上奏，世宗不聽，命如光化王朱載均例給之，以後郡王初封、襲封者都按祖訓給祿米，不得增減。
嘉靖二十三年（1544年）九月，朱厚𤋗過世，按例賜祭葬。嘉靖二十六年（1547年）十二月，嫡长子朱载塾受册袭封。

## 评价
- 《弇山堂别集》卷073：温良好樂，不剛不柔。